# Anthurium hygrophilum
Anthurium hygrophilum är en kallaväxtart som beskrevs av Adolf Engler. Anthurium hygrophilum ingår i släktet Anthurium och familjen kallaväxter. Inga underarter finns listade.